# Gordon Murray
Pour les articles homonymes, voir Murray.
 (août 2014).
Si vous disposez d'ouvrages ou d'articles de référence ou si vous connaissez des sites web de qualité traitant du thème abordé ici, merci de compléter l'article en donnant les références utiles à sa vérifiabilité et en les liant à la section « Notes et références ».
Gordon Murray est un ingénieur automobile sud-africain né à Durban le 18 juin 1946, fondateur de Gordon Murray Automotive.

## Biographie
Avant 1968, Gordon Murray, diplômé en ingénierie mécanique au Technical College de Durban, dessine, construit et fait courir ses propres voitures.
- 1968 : designer Hawker-Siddeley.
- 1969-1972 : designer chez Brabham en Formule 1.
- 1973-1986 : directeur technique chez Brabham en Formule 1.
- 1987-1989 : directeur technique chez McLaren Racing en Formule 1.
- 1990-2004 : directeur technique de McLaren Automotive, branche du McLaren Group spécialisée dans la conception de véhicules très haut de gamme.
- 2004 : création de Gordon Murray Design, une société spécialisée dans le design automobile.
- 2017 : création de l'entreprise Gordon Murray Automotive, spécialisée dans la production en série limitée d'automobiles de sport dont la T.50[1],[2]. La première création de l'entreprise est la TVR Griffith II.

Gordon Murray a conçu des voitures performantes qui ont remporté de nombreuses victoires et marqué leur époque par leur originalité. Il fut, dans les années 1970, très innovant en proposant des idées jugées trop originales par ses pairs. 
Il est le concepteur de la supercar McLaren F1, premier modèle de McLaren Automotive.